# Roti
|  | Per a altres significats, vegeu «Roti prata». |

Roti o Rote —Pulau rote en indonesi— és una illa d'Indonèsia, part les Illes Petites de la Sonda orientals. Amb 1.200 km² de superfície emergida, Roti és a 500 km (311 milles) al nord-oest de la costa australiana i a 170 km (106 milles) al nord de les illes Ashmore i Cartier. L'illa és al sud-oest de l'illa de Timor. Al nord hi ha el mar de Savu, i al sud es troba el mar de Timor. A l'oest hi ha Savu i Sumba. L'illa deshabitada Ndana, just al sud de Roti, amb una superfície de 14 km² (5 milles), és l'illa més al sud d'Indonèsia. Juntament amb algunes altres illes properes petites, com l'illa de Ndao, que forma el kabupaten (regència) de Rote Ndao, que en el cens decennal de 2010 registrà una població de 119.711.
La ciutat principal, Ba'a, és a la banda nord de l'illa. Roti té una bona zona de surf al sud, al voltant del llogaret de Nemberala. Hi ha un ferri diari a l'illa des Kupang, capital de la província de Timor occidental, que proporciona el transport de passatgers i mercaderies locals, així com de turistes. El viatge entre Kupang i Ba'al dura un parell d'hores. Roti té pujols, palmerars en terrasses, sabana i alguns boscos.

## Economia

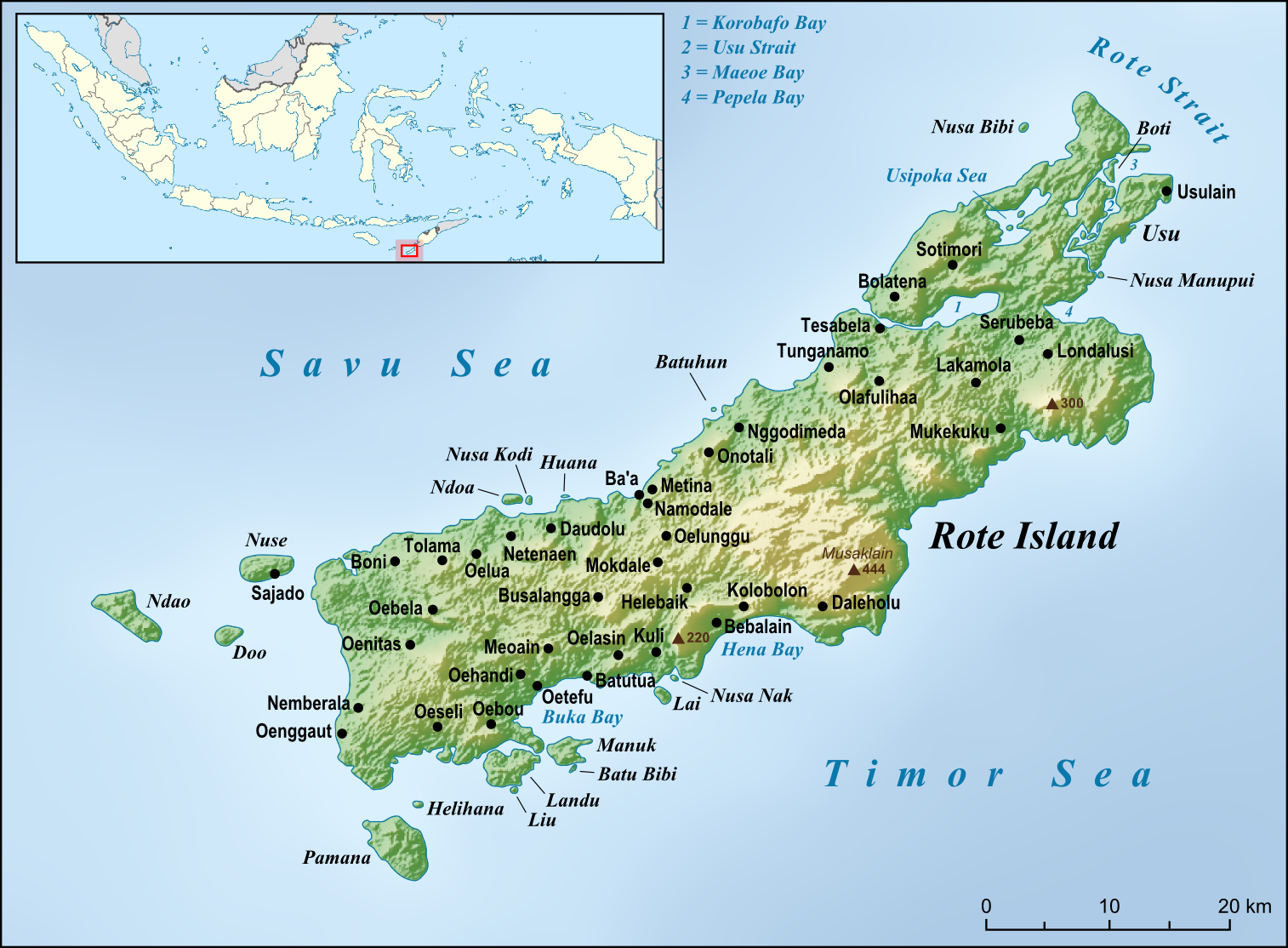
Mapa de Rote

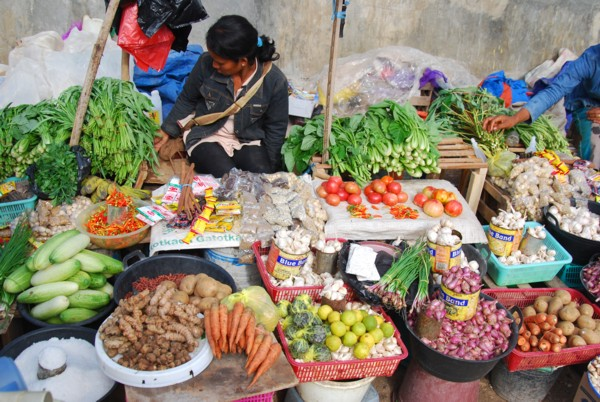
Mercat a Baa

Roti depèn econòmicament, com els habitants de Savu, del cultiu de Borassus flabellifer per a la supervivència bàsica, així com un complement als seus ingressos són la pesca i la joieria. L'agricultura és la principal forma d'ocupació. La pesca també és important, especialment a la localitat oriental de Papela, que ha donat lloc a disputes territorials amb Austràlia sobre l'aigua entre aquests.

## Atraccions turístiques
Rote té moltes relíquies històriques, incloent porcellana xinesa, així com arts i tradicions antigues. Diverses figures prominents d'Indonèsia van néixer a Rote. Un instrument de música popular, el sasando, està fet de fulles de palma. A la part oriental de l'illa, hi ha un estany al poble de Landu que té meduses no verinoses. L'estany també té una platja de sorra blanca.

## Galeria

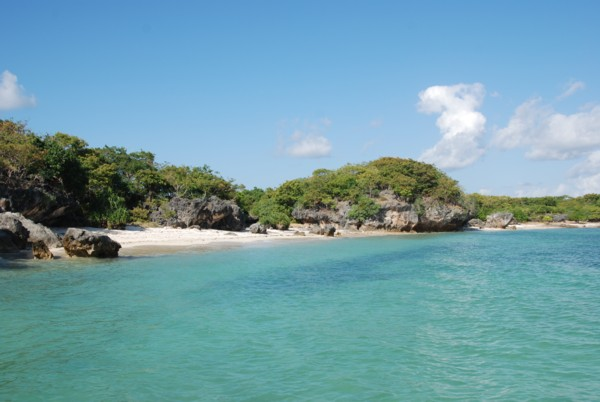
La platja de Nusa Manuk (illa Manuk) al sud-oest de Rote
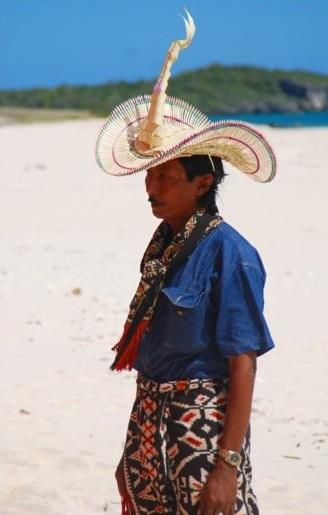
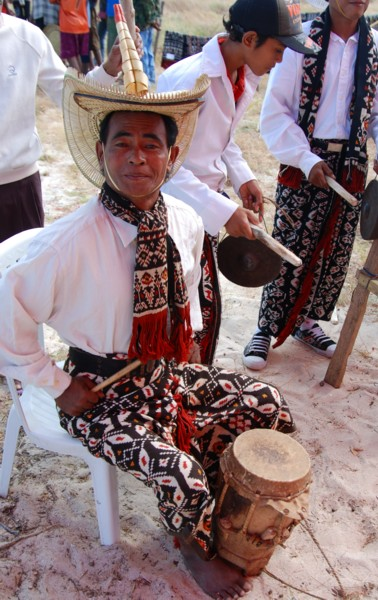
Un percussionista amb barret tradicional a Rote
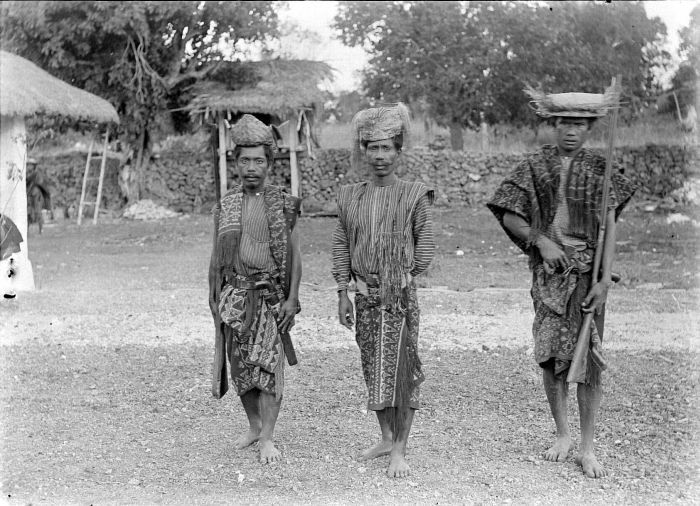
Cap Korbafo amb guerrers, 1900
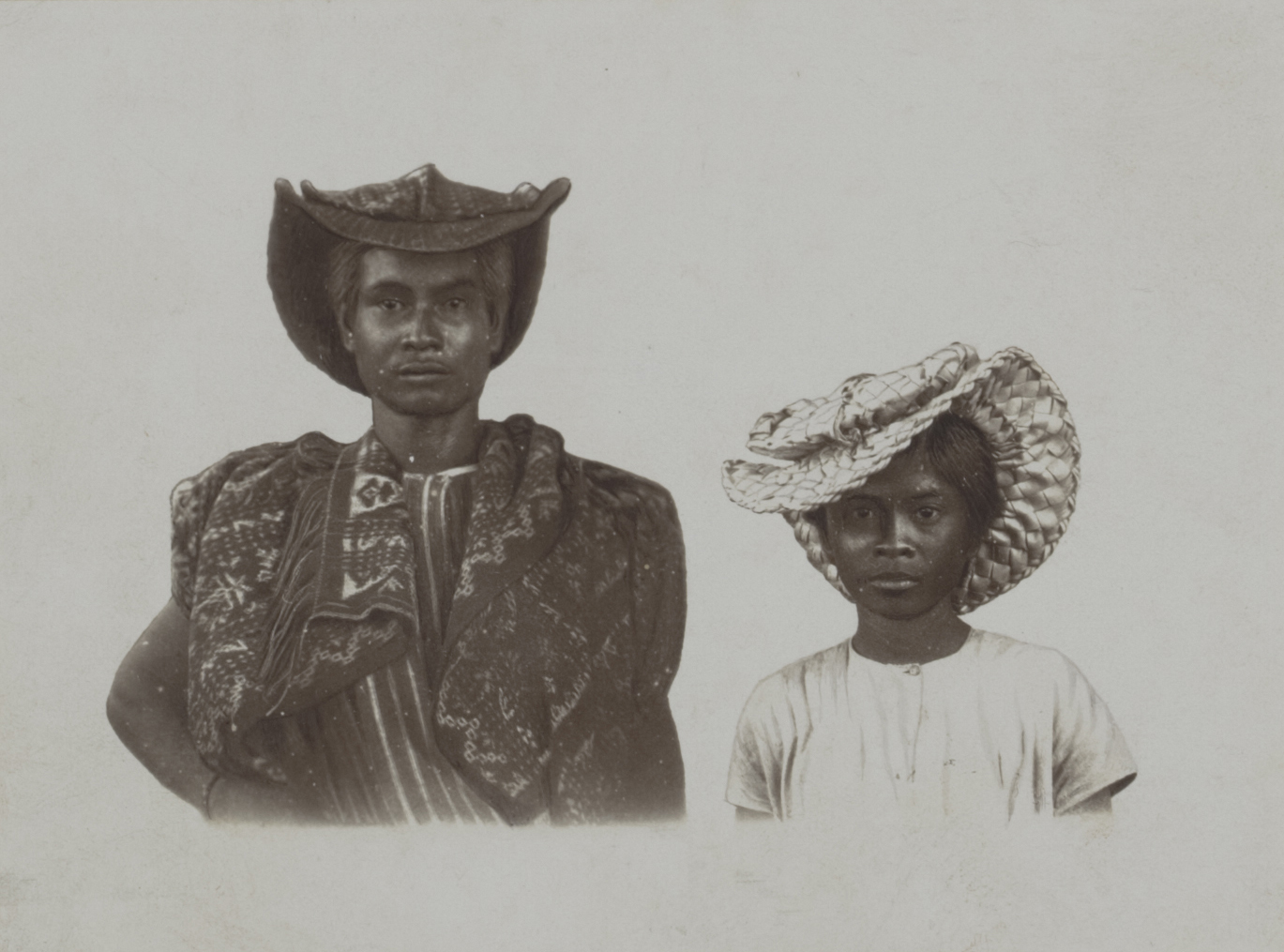
Dos habitants de Rote el 1899-1900